# Ri Un-hyang
Ri Un-hyang (15 de maio de 1988) é uma futebolista norte-coreana que atua como defensora.

## Carreira
Ri Un-hyang integrou o elenco da Seleção Norte-Coreana de Futebol Feminino, nas Olimpíadas de 2008. 